# Liriomyza brassicae
Liriomyza brassicae este o specie de muște din genul Liriomyza, familia Agromyzidae. A fost descrisă pentru prima dată de Riley în anul 1885. Conform Catalogue of Life specia Liriomyza brassicae nu are subspecii cunoscute.